# Dennis Rommedahl
Dennis Rommedahl (født 22. juli 1978) er en tidligere professionel fodboldspiller fra Danmark, der senest spillede for RKC Waalwijk. Han har siden 2000 spillet for Danmarks fodboldlandshold. Han blev i 2010 den blot sjette spiller, der nåede 100 kampe på landsholdet. Samme år blev han desuden valgt til årets danske fodboldspiller. Dennis Rommedahl var med 126 kampe i lang tid den markspiller, der har optrådt flest gange for landsholdet – kun overgået af målmand Peter Schmeichel med 129. Simon Kjær har dog overtaget rekorden.

## Karriere
Dennis Rommedahl besluttede sig for at satse på elitefodbold i en tidlig alder. Han var 19 år da han flyttede til Holland. I sin tid hos PSV Eindhoven stod han for mange oplæg (bl.a. til Ruud van Nistelrooy og Mateja Kezman). På landsholdet fik han under Morten Olsens ledelse ofte fast spilletid, når han var skadesfri. I perioder var han meget udskældt for tekniske mangler.
Rommedahl havde det hårdt i det engelske bundhold Charlton, som rykkede ud af Premier League efter sæsonen 2006-2007. Rommedahl havde problemer med at komme på holdet, hvilket måske kan forklares med en række skader som ødelagde hans form. I efteråret 2006 kom Rommedahl dog atter i rampelyset efter udmærkede præstationer for landsholdet. Efter Charltons nedrykning valgte Dennis at søge nye udfordringer i Holland og Ajax Amsterdam, hvor han spillede indtil 2010, da han skiftede klub til græske Olympiakos FC. Rommedahl brød dog aldrig igennem her, og efter nogen tids tovtrækkeri, blev han enig med Olympiakos om at annullere kontrakten et år før tid. Herefter skrev han en to-årig kontrakt med Brøndby IF fra den danske Superliga.
Ved kontraktudløbet med Brøndby i juni 2013 skiftede Rommedahl til den hollandske æresdivisionsklub RKC Waalwijk på en toårig kontrakt, der også indebar en fremtidig rolle i klubben, når Rommedahl valgte at indstille sin karriere. Rommedahl kom dog aldrig i kamp for klubben, og valgte at indstille sin professionelle karriere i 2015.

### Titler
- Æresdivisionen: 1997, 2000, 2001, 2003
- KNVB Cup (Hollandske Cup): 2010
- Johan Cruyff Shield: 1998, 2000, 2001, 2003, 2007

### Landsholdskarriere
Dennis Rommedahl kom med på landsholdet, da Morten Olsen tiltrådte i 2000, og siden da var han en af Olsens foretrukne spillere. Rommedahl spillede i alt 126 landskampe. Han scorede det afgørende mål i Danmarks 2-1 sejr over Cameroun ved VM i fodbold 2010 i Sydafrika, som sikrede Danmarks eneste sejr ved denne slutrunde. Han spillede sin landskamp nummer 100 11. august 2010 mod Tyskland, hvor han i øvrigt scorede det første danske mål i en kamp, der endte 2-2. Rommedahl indstillede officielt sin landsholdskarriere i 2015.